# Sikhye
Sikhye (kor. 식혜) – tradycyjny koreański, słodki, niealkoholowy napój ryżowy, zwykle podawany na deser. Oprócz płynnych składników sikhye zawiera ziarna gotowanego ryżu, a czasem też orzeszki piniowe.
Napój jest również określany nazwami dansul (단술) i gamju (감주; 甘酒). Obie oznaczają „słodkie wino” i są również używane w odniesieniu do innego, nieco bardziej alkoholowego napoju ryżowego.

## Etymologia
Słowo sikhye powstało przez połączenie hye (혜, 醯) – chińskiego wyrazu oznaczającego ocet, kwaśny itp. z sik (식, 食). W ten sposób powstało słowo, które nie występuje w językach chińskim ani w japońskim, ale pochodzi z pisma chińskiego.

## Przygotowanie
Sikhye wytwarzany jest ze sfermentowanego ryżu i wody słodowej. Najpierw słód zanurza się w wodzie, filtruje, aby uzyskać ekstrakt słodowy. Następnie podgrzewa się ekstrakt: temperatura waha się od 30 do 95 °C przez około od pół do trzech godzin, najczęściej w temperaturze ok. 50 °C przez ok. godzinę. Do ugotowanego ryżu dodaje się wodę słodową i podgrzewa w temperaturze 50–65 °C przez ok. 4 godziny, aż ziarna ryżu pojawią się na powierzchni.

## Odmiany regionalne
Istnieje kilka odmian sikhye. Należą do nich m.in.:
- Andong sikhye (kor. 안동식혜) – odmiana z okolic Andong. Jest wytwarzany z dodatkiem rzodkiewki, imbiru i sproszkowanej czerwonej papryki[5][6].
- Yeonyeop sikhye (kor. 연엽식혜), także yeonyeopju (kor. 연엽주) – odmiana z prowincji Gangwon. Powstaje przez zawinięcie gorącego kleistego ryżu, wody słodowej, sake i miodu liśćmi lotosu. Dodaje się też kilka orzeszków piniowych[7].
- Hobak-sikhye (dyniowe sikhye) – wywar gotowany w wodzie z dynią, ryżem ugotowanym na parze i słodem. Jest fermentowany przez kilka dni w odpowiedniej temperaturze. Do smaku można dodać cukru.